# Josias Marcus

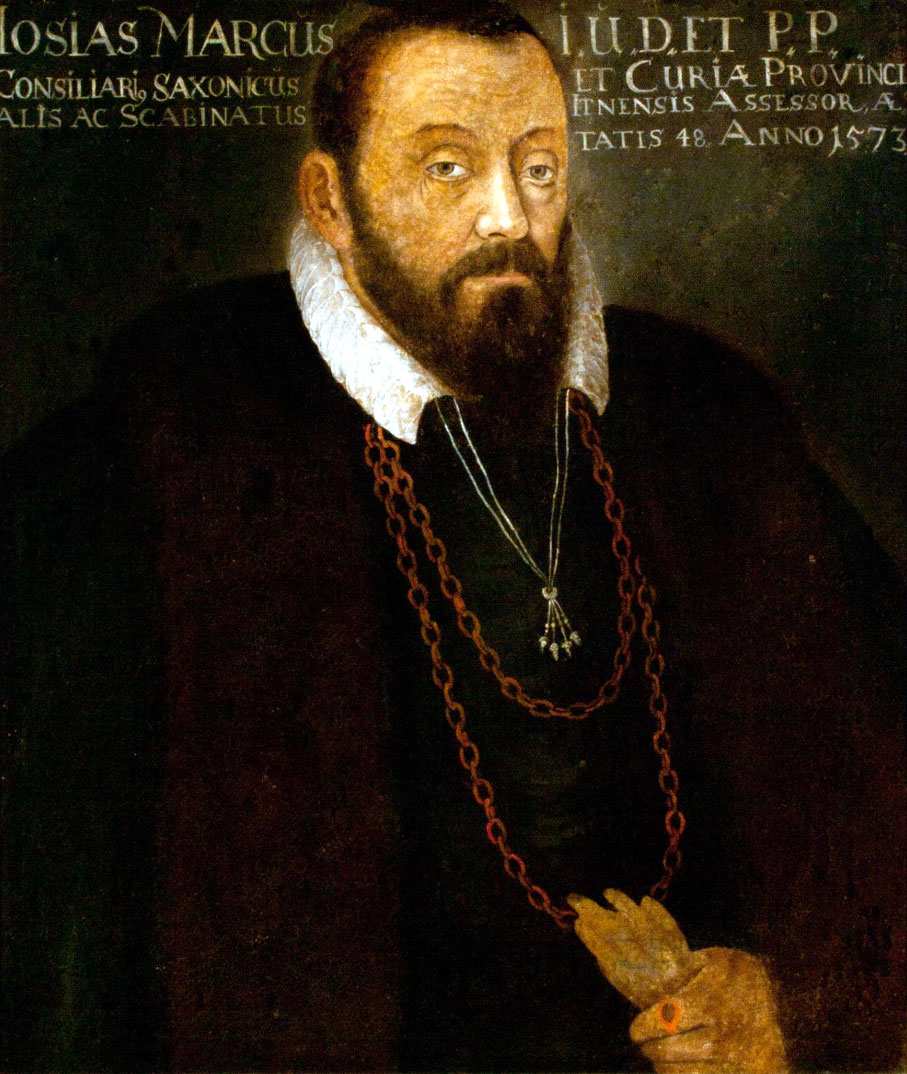
Josias Marcus

Josias Marcus auch: Marci (* 1524 in Torgau; † 28. April 1599 in Jena) war ein deutscher Rechtswissenschaftler und Beamter.

## Leben
Marcus war ein Sohn des Torgauer Arztes Johann Marcus, der um 1533 nach Jena umgezogen war, wo er bis 1544 und seine Witwe Sara bis 1560 nachweisbar sind. In Jena besuchte Josias die Stadtschule und immatrikulierte sich im August 1545 an der Universität Wittenberg. Hier absolvierte er zunächst philosophische Studien und kehrte im Sommersemester 1549 nach Jena zurück, wo er als Lehrer der Artes liberalis auftrat. Auf den Rat von Erhard Schnepf und Johann Stigel ging er 1553 nach Augsburg, wo er einige junge Adlige unterrichtete. 1554 zog er mit diesen für vier Jahre nach Frankreich, wo er sich dem Studium der Rechte widmete. Über Straßburg reisend, kehrte er wieder nach Augsburg zurück. Von dort aus unternahm er 1558 eine Kavaliersreise nach Italien, wo er an der Universität Padua und der Universität Ferrara weitere Rechtsstudien betrieb. 1560 promovierte er in Ferrara unter Hippolito Riminaldi (* 1520 in Ferrara; † 22. Dezember 1589 ebd.) zum Doktor der Rechte. Nach Thüringen zurückgekehrt, erlebte er in Jena die konfessionellen Streitigkeiten zwischen Matthias Flacius und Viktorin Strigel.
1565 wurde er Kanzler des Grafen Günther XLI von Schwarzburg-Arnstadt in Arnstadt. Am 4. August 1570 wurde er Professor der Rechte in Jena und Hofrat von Sachsen Weimar. Als Hofrat beteiligte er sich 1572 an den Verhandlungen der Erfurter Teilung. Als Hochschullehrer der Salana widmete er sich auch organisatorischen Aufgaben und war im Sommersemester 1573 Rektor der Alma Mater. Den 20. Juli 1573 erhielt Marcus für das Salär von 200 Reichstalern ein Angebot als Vizekanzler, Kammer-, Hof- und Kanzleirat des Herzogs Julius von Braunschweig, welches er 1574 in Wolfenbüttel antrat. 1576 wurde er als Rat des Kaisers Maximillian II. nach Wien berufen, jedoch vor Antritt dieser Aufgabe verstarb dieser, so dass sich Marcus etwa ein Jahr als Privatmann in Braunschweig aufhielt. Obwohl er 1577 ein Angebot von Ludwig VI. von der Pfalz am Kurpfälzer Hof angeboten bekam, entschloss er sich 1578, aufgrund der dort herrschenden politisch konfessionellen Auseinandersetzungen, einen Ruf Adolf I. von Schleswig als Vizekanzler zu folgen. 1585 kehrte er nach Jena zurück, wo er eine Hofratstelle erhalten hatte und als Präses am Jenaer Konsistorium wirkte. 1586 erhielt er die Stelle eines Hof- und Kammerrats in Weimar. Seine letzten Lebensjahre verbrachte er ab 1593 auf seinem Lehrstuhl der Rechte an der Universität Jena. Nach seinem Tod hielt ihm Georg Müller die Leichenpredigt und man errichtete in der Jenaer Kollegienkirche einen Grabstein für ihn, der im Februar 1945 bei einem Bombenangriff auf Jena vernichtet wurde.

## Familie
Marcus hatte sich mit Anna Gentzel von Berneck (auch: Genzel von Pirneck; † 1606), die Tochter des Hauptmanns in Sachsenburg, Weißenfels und Beutwitz Andreas Gentzel und dessen Frau Ottilia Lutheroth (Lutteroth), verheiratet. Aus der Ehe stammen Kinder. Von diesen kennt man:
- Julius Marcus (* um 1575 in Braunschweig; begr. 19. Juli 1637 in Jena)
- Adolph Marcus (* Weimar) 31. Mai 1593 Schulpforta, Kanzler und Rath der Grafen v. Barby und Stolberg
- Josias Marcus (* Jena) 1592 Uni. Wittenberg; Straßburg Feb, 1598 ngw.
- Sigmund Andreas Marcus (* 25. September 1575 in Wolfenbüttel; † 17. September 1600 in Jena). 1591 h. c. Uni. Jena
- Blandina Marcus heiratet 1605 Hippolyt Hubmeier (* 1576 in Laber; † 9. Dezember 1637 in Heldburg)